# Nick Kroll
Nicholas Kroll (Rye, 5 giugno 1978) è un attore, comico, sceneggiatore e doppiatore statunitense.

## Biografia
Dopo essersi laureato all'Università di Georgetown, Kroll inizia la sua carriera come autore per il Chappelle's Show e per Human Giant. Nel 2011, la Comedy Central trasmise il suo speciale stand-up Thank You Very Cool.
Il primo significativo successo di carriera di Kroll è arrivato quando ha recitato nella sitcom della ABC Cavemen; sebbene lo show sia stato cancellato dopo sette episodi, ha definito il suo ruolo "l'esperienza più importante della mia carriera professionale". Ha fatto apparizioni in numerose serie della Comedy Central come Reno 911!, esibendosi sia come sé stesso sia come personaggio.
Kroll ha avuto un ruolo da protagonista come Rodney Ruxin nella serie comica della FX The League, andata in onda dal 29 ottobre 2009 al 9 dicembre 2015. Contemporaneamente, ha creato e interpretato la sua serie di sketch per Comedy Central, il Kroll Show, che è andata in onda dal 16 gennaio 2013 al 24 marzo 2015.
Nel 2017, Kroll ha co-creato, scritto e recitato in Big Mouth, una serie TV animata su Netflix.
Kroll ha inoltre preso parte come doppiatore a numerosi film d'animazione, tra i quali Sausage Party, dove interpreta una psicopatica Lavanda vaginale, Sing, in cui dà voce al maiale canterino Gunter e La famiglia Addams, nel quale dà voce allo Zio Fester.

## Filmografia parziale

### Attore

#### Cinema
- I Love You, Man, regia di John Hamburg (2009)
- Notte folle a Manhattan (Date Night), regia di Shawn Levy (2010)
- In viaggio con una rock star (Get Him to the Greek), regia di Nicholas Stoller (2010)
- A cena con un cretino (Dinner for Schmucks), regia di Jay Roach (2010)
- Vi presento i nostri (Little Fockers), regia di Paul Weitz (2010)
- Knight of Cups, regia di Terrence Malick (2015)
- Come ti rovino le vacanze (Vacation), regia di John Francis Daley e Jonathan M. Goldstein (2015)
- Loving - L'amore deve nascere libero (Loving), regia di Jeff Nichols (2016)
- Uncle Drew, regia di Charles Stone III (2018)
- Operation Finale, regia di Chris Weitz (2018)
- Don't Worry Darling, regia di Olivia Wilde (2022)
- Uno Rosso (Red One), regia di Jake Kasdan (2024)

#### Televisione
- La peggiore settimana della nostra vita (Worst Week) – serie TV, 6 episodi (2008-2009)
- Childrens Hospital – serie TV, 7 episodi (2008-2011)
- Reno 911! – serie TV, 6 episodi (2009)
- The League – serie TV, 84 episodi (2009-2015)
- Community – serie TV, 1 episodio (2011)
- Parks and Recreation – serie TV, 5 episodi (2011-2015)
- New Girl – serie TV, 1 episodio (2012)
- Brooklyn Nine-Nine – serie TV, 1 episodio (2015)
- Unbreakable Kimmy Schmidt-serie TV,1 episodio(2015)
- What We Do in the Shadows – serie TV, 2 episodi (2019-2020)

### Doppiatore

#### Cinema
- Sausage Party - Vita segreta di una salsiccia (Sausage Party), regia di Greg Tiernan e Conrad Vernon (2016)
- Sing, regia di Garth Jennings (2016)
- Capitan Mutanda - Il film (Captain Underpants: The First Epic Movie), regia di David Soren (2017)
- Pets 2 - Vita da animali (The Secret Life of Pets 2), regia di Chris Renaud (2019)
- La famiglia Addams (The Addams Family), regia di Greg Tiernan e Conrad Vernon (2019)
- La famiglia Addams 2 (The Addams Family 2), regia di Greg Tiernan, Laura Brousseau e Kevin Pavlovic (2021)
- Sing 2 - Sempre più forte, regia di Garth Jennings (2021)

#### Televisione
- American Dad! – serie TV, 6 episodi (2011-2012)
- Big Mouth – serie TV (2017-2025)
- Explained – serie TV, 1 episodio (2018)
- Human Resources – serie TV (2022-in corso)

## Doppiatori italiani
Nelle versioni in italiano delle opere in cui ha recitato, Nick Kroll è stato doppiato da:
- Gianfranco Miranda in A cena con un cretino, Loving - L'amore deve nascere libero, La pazza storia del mondo, Parte II
- Fabrizio Vidale in Operation Finale
- Paolo De Santis in Adult Beginners
- Corrado Conforti in New Girl
- Tonino Accolla in Notte folle a Manhattan
- Stefano De Filippis in Big Mouth (cameo di se stesso)
- Alessandro Rigotti in Don't Worry Darling
- Davide Lepore in The League
- Edoardo Stoppacciaro in Casa Casinò
- Francesco Bulckaen in I Love You, Man
- Ruggero Andreozzi in What We Do in the Shadows
- Riccardo Scarafoni in Uno Rosso

Da doppiatore è sostituito da:
- Fabrizio Vidale in Sing, Pets 2 - Vita da animali, Sing 2 - Sempre più forte
- Pasquale Anselmo in Sausage Party - Vita segreta di una salsiccia
- Raffaele Palmieri in Capitan Mutanda - Il film
- Stefano De Filippis in Big Mouth (Nick Birch)
- Enrico Pallini in Big Mouth (Coach Steve)
- Achille D'Aniello in Big Mouth (Maurice), Human Resources
- Irene Trotta in Big Mouth (Lola Skumpy)
- Stefano Mondini in Big Mouth (Rick), Human Resources
- Raoul Bova ne La famiglia Addams
- Gabriele Sabatini ne La famiglia Addams 2
- Marcello Cortese in The Life & Times of Tim